# Analice Nicolau
Ana Alice Nicolau (Blumenau, 6 de setembro de 1977), conhecida apenas como Analice Nicolau, é uma jornalista e ex-modelo brasileira. Atualmente é colunista do Jornal de Brasília.

## Carreira

### 1997–02: Modelo
Em 1997, quando morava ainda em Blumenau, foi convidada por um olheiro de uma agência de modelos para realizar um teste de passarela e foto. Após aprovada, passou a realizar campanhas publicitárias e desfiles na Região Sul do Brasil. Em 1998, participou do concurso de Miss Blumenau. Parte do dinheiro que ganhava modelando era revertido a uma entidade beneficente que sua família ajudava.
Por sua imagem lolita foi comparada à atriz húngara Cicciolina, ícone da sensualidade mundial durante a década de 1980. Em 2000, participou das seletivas que escolheriam uma modelo para se tornar a nova Playmate, nos Estados Unidos, que teria como madrinha a atriz Pamela Anderson, porém acabou não conquistando a vaga.
Em 2002, foi convidada para participar da segunda edição do reality show Casa dos Artistas. Ainda em 2002, lançou a grife My Style Fitness, especializada em roupas esportivas, a qual estreou durante a Santa Catarina Fashion Week, porém alguns meses depois Analice vendeu a marca e para focar no jornalismo.

### 2003–presente: Jornalista
Em 2003, assinou contrato com o SBT após ser convidada junto com Cynthia Benini por Silvio Santos para se tornar âncora do Jornal do SBT - 1ª Edição, versão mais cedo do consolidado Jornal do SBT, que era exibido à meia-noite. Em 2005, Analice, ainda junto com Cynthia, foram movidas para o SBT Notícias Breves, boletins jornalísticos exibidos cinco vezes ao longo da manhã e tarde com o resumo das notícias do dia, o qual foi apelidado de "Jornal das Pernas", uma vez que as jornalistas ficavam uma bancada de vidro vestidas com minissaias – uma ideia do próprio Silvio Santos para tentar alavancar a audiência. O jornal ficou apenas alguns meses no ar devido as críticas do formato.
Em 2006, fez a cobertura ao vivo do Globo de Ouro.
Em 2007, após um período reestruturando sua aparência e iniciando a faculdade de jornalismo para conquistar mais credibilidade, estreia como âncora do SBT Manhã ao lado de Hermano Henning. Na ocasião a imprensa revelou que Analice foi hostilizada por repórteres da emissora que visavam ao cargo, por ainda não ser formada.
Em 2008, foi convidada para apresentar o telejornal policial Aqui Agora com César Filho e Luiz Bacci, conciliando as duas bancadas. Além disso, durante diversas ocasiões, esteve como apresentadora eventual do Jornal do SBT e do SBT Brasil, cobrindo férias e licença de outros jornalistas. Em maio de 2013, após seis anos como âncora do SBT Manhã, pediu afastamento da bancada após ser diagnosticada com sindrome do pânico devido à sobrecarga de trabalho. Em 10 de setembro, mesmo em meio ao tratamento, foi demitida da emissora, porém duas semanas depois Silvio Santos mandou recontratá-la ao saber do ocorrido. Analice pediu uma carga de trabalho mais leve enquanto estava em tratamento e foi realocada para o Boletim Jornal do SBT, que entrava no ar nos intervalos dos programas do período noturno com boletins do que iria passar integralmente no jornal principal. Em 2015, foi transferida para a previsão do tempo no SBT Brasil.
Em 2016, já estabilizada da síndrome do pânico, assumiu a bancada do Jornal do SBT, que em 2017 mudou de nome para SBT Notícias. Em novembro de 2019 assumiu o SBT Brasil durante a licença médica de Rachel Sheherazade, porém com o retorno desta em dezembro acabou dispensada da emissora.
Desde 2021, é colunista do Jornal de Brasília.

## Vida pessoal
Analice é filha de uma costureira e de um motorista. Durante a adolescência sonhava em ser atleta olímpica, porém nunca chegou a concretizar tal sonho.
Em 2003, Analice começou a namorar o advogado e empresário catarinense Otávio Minoto, com quem veio a se casar em 2007. O casal separou-se em 2011 e não teve filhos.
Em 2007, Analice ingressou no curso de jornalismo pela Fundação Armando Álvares Penteado, formando-se em 2010.

## Filmografia
| Ano       | Título                   | Nota              |
| --------- | ------------------------ | ----------------- |
| 2003–2004 | Jornal do SBT: 1ª Edição |                   |
| 2005      | SBT Notícias Breves      |                   |
| 2006      | Ver para Crer            |                   |
| 2007–2013 | Jornal do SBT Manhã      |                   |
| 2008      | Aqui Agora               |                   |
| 2013      | SBT Manhã                |                   |
| 2013–2015 | Boletim Jornal do SBT    |                   |
| 2015–2016 | SBT Brasil               | Previsão do tempo |
| 2016      | Jornal do SBT            |                   |
| 2017–2019 | SBT Notícias             |                   |
| 2019      | SBT Brasil               |                   |